# Крым (Ростовская область)
Крым (арм. Թոփտի — Топти́ (Топты); ранее Средняя Кошкина) — село в Мясниковском районе Ростовской области. Образует Крымское сельское поселение.
Население — 6394 чел. (2021).

## География
Село расположено на реках Хавалы и Мокрый Чалтырь, примыкает к северной окраине села Чалтырь.

## История
Основано в 1779 году армянами-переселенцами с Крымского полуострова и названо ими в честь прежнего места жительства. Как отмечает изданный в 1865 году «Географическо-статистический словарь Российской империи», на тот момент село территориально находилось в Нахичеванском армянском округе Ростовского уезда Екатеринославской губернии. В селе проживало 2190 человек (все армяне), и имелась армянская церковь
Достопримечательности: музей села Крым, пантеон погибшим воинам Великой Отечественной войны с фотографиями, фамилиями и именами, парк 60-летия победы с памятником погибшим за освобождение села. Крым связан с Ростовом автобусом и маршрутным такси.

## Население
| 2002  | 2010  | 2012  | 2013  | 2014  | 2015  | 2016  |
| ----- | ----- | ----- | ----- | ----- | ----- | ----- |
| 4482  | ↗4933 | ↗5022 | ↗5169 | ↗5326 | ↗5559 | ↗5709 |
| 2017  | 2018  | 2019  | 2020  | 2021  |       |       |
| ↗5829 | ↗5976 | ↗6105 | ↗6252 | ↗6394 |       |       |

## Достопримечательности
- Музей села Крым. В музее села можно познакомиться с историей, жизнью и бытом Анийской ветвью армянской нации;
- Действующая армянская церковь Св. Христа Спасителя (арм.  Սուրբ Ամենափրկիչ, Сурб Аменапркич). Церковь Аменапркич (Христа Спасителя) был сооружена в конце XIX — начале XX веков. В 1996 году была отремонтирована колхозом имени Лукашина. В храме проходят службы, поёт церковный хор. По своей архитектуре церковь относится к типу купольных базилик Армении. К церкви пристроена колокольня, закрывающая часть западного фасада молитвенного зала[14].
- Пантеон Славы — монумент памяти односельчан, погибших в годы Великой Отечественной войны[15]. Строительство начиналось в 1965 году и продолжалось пять лет. В монумент входит скульптурная группа и полукруглое здание пантеона, сделанное из розового туфа.[16]. В 1972 году около памятником открыт вечный огонь.
- Церковь Сурб Саркис была заложена при основании села. Была известна своим великолепием и богатым убранством. В 1960-е годы была разрушена[17].
- Парк 60-летия Победы;
- Памятник В. И. Ленину[18]. Скульптура вождя установлена на высоком постаменте. Ленин изображен в положении стоя с согнутой правой рукой. Скульптура окрашена серебряной краской;
- Родник «Мец-Чорвах». Родник Мец Чорвах (Большой родник) в свое время определил место обоснования будущего села. У армян многовековой традицией является культ воды. В их фольклоре истоки рек охраняются вишапами — драконы. Особо почитается языческая хранительница воды богиня Нар.

## Известные уроженцы
- Бабиян, Григор Вартанович (1922—2006)
- Катарьян, Татеос Георгиевич (1905—1967)
- Пегливанова, Майя Константиновна (1925—1943)
- Термолаев, Георгий Манукович (1911—1990)